# Doede Jelle Kuipers
Mr. Doede Jelle Kuipers (Aengwirden, 9 augustus 1875 - Zeist, 19 februari 1951) was een Nederlands rechter en burgemeester. 
Doede was zoon van kantonrechter Jan Jacob Kuipers en Anna Elizabeth Doedes Breuning. Hij trouwde in 1902 met Anna Sara Maria Hacke. In 1918 kreeg hij toestemming om zijn achternaam te wijzigen in Cuipers. Het echtpaar scheidde in 1921.
Na het doorlopen van het gymnasium studeerde hij eind 19e eeuw rechtswetenschappen aan de Rijksuniversiteit Utrecht waar hij in 1901 bevorderd werd tot doctor in de rechtswetenschap op het proefschrift Stellingen.
Kuipers werd in juli 1904 geïnstalleerd als burgemeester van Nijkerk als opvolger van burgemeester A.F.L.G.H. van den Steen van Ommeren.
Hij bewoonde huize "Den Hoek" op de hoek van de Bunschoterweg en de Nautenaseweg. Binnen enkele maanden na zijn herbenoeming vroeg hij ontslag aan (benoeming 1 juli 1908, eervol ontslag augustus 1908). In 1908 werd hij als burgemeester opgevolgd door Jacobus de Lange. 
Hij werd vervangend griffier bij de arrondissementsrechtbank van Breda. Nadat hij enige tijd griffier van de rechtbank in Bergum was geweest, werd hij in 1920 benoemd tot kantonrechter van Harlingen.
Hij kreeg in die periode (1950) ook de prijs vernoemd naar Eeltje Halbertsma  voor Geakunde. Hij had met steun van de Fryske Akademy een boek geschreven over de “Gemene Dorpsgronden van Oostego” (1949. Fa. Nijhoff, Den Haag). Het was een uitvloeisel van zijn in 1917 opgepakte zelfstudie over het grondeigendom in Friesland. Hij was ook een tijd lang vice-voorzitter van het waterschap rondom Eestrum, waar de familie grondbezit had. Cuiper promootte het Fries binnen de rechtspraak.